# Max Koffler
Max Koffler (* srpen 1978 Berlín, Německo) je německý hudebník, starší bratr německého herce Hanno Kofflera (*1980). Napsal hudbu k několika německým filmům.

## Život
Max Koffler se narodil v srpnu 1978 v Berlíně. Už od školních let hrál hlavní role v muzikálech, ve věku jedenácti let začal skládat vlastní písničky a hrát v rozhlasových hrách. V roce 1994 založil spolu se svým mladším bratrem, hercem Hanno Kofflerem, hudební skupinu „Band Kerosin“, ve které Hanno Koffler hrál na bicí nástroje. V roce 2001 získala kapela druhé místo v největší soutěži světových kapel „Emergenza“ za různé hudební skladby pro televizní a filmové projekty. Max Koffler napsal mimo jiné také skladbu, která dala název stejnojmennému německému filmu „Ganz und gar“. V roce 2006 nečekaně uspěl na druhém konci světa v jižní Koreji skladbou „Korea Ist Mein Schicksal“ (Korea je můj osud). Po úspěšném koncertním turné se svou skupinou Solo-Band Seoulmates v Jižní Koreji vydali bratři Kofflerové v květnu 2008 první sólové album „Taboo“ pro hudební společnost Sony BMG. Skupina „Band Kerosin“ vystoupila také jako předskokani koncertu skupiny Neil Young. Max Koffler a výsledky jeho hudebního snažení byly popsány na čtyřech stránkách v hudební rubrice časopisu „Der Spiegel“. V roce 2014 zpřístupnil Max Koffler široké veřejnosti svou malou hudební vizitku.

## Diskografie
Album:
- Taboo (2008)
- GAMES (2017)

Písně:
- Ganz und gar (2003)
- One-way highway (2007)

Filmová hudba:
- Paule und Julia (2002)
- Hattrick (TV Pro7 – 2002)
- Ganz und gar (2003)
- Sommersturm (2004)